# Vuillafans

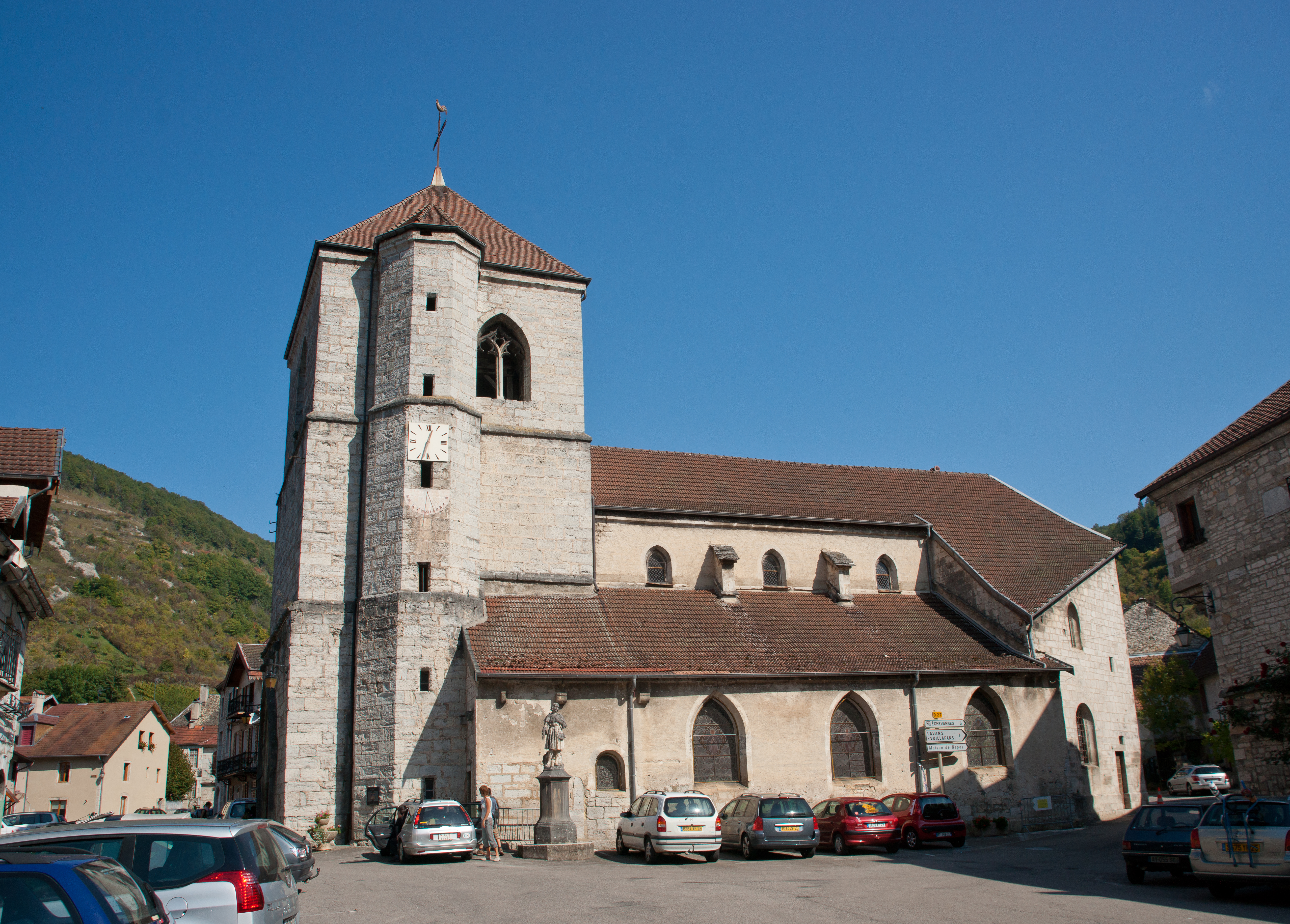
Vuillafans: la chiesa

Vuillafans è un comune francese di 721 abitanti situato nel dipartimento del Doubs nella regione della Borgogna-Franca Contea.

## Società

### Evoluzione demografica
Abitanti censiti